# 스쿼크
스쿼크(squark)는 스칼라 위 쿼크, 스칼라 아래 쿼크, 스칼라 맵시 쿼크, 스칼라 기묘 쿼크, 스칼라 꼭대기 쿼크, 스칼라 바닥 쿼크로 이루어진 6종의 입자 집합이다.
쿼크의 페르미온 초대칭짝으로, 암흑 물질일 확률이 가장 높은 초대칭성 입자중 하나다.

## 같이 보기
- 스페르미온